# (34911) 4288 P-L
4288 P-L (asteroide 34911) é um asteroide da cintura principal. Possui uma excentricidade de 0.13850740 e uma inclinação de 5.69447º.
Este asteroide foi descoberto no dia 24 de setembro de 1960 por Cornelis Johannes van Houten e Ingrid van Houten-Groeneveld e Tom Gehrels em Palomar.